# Војна историја Француске
Војна историја Француске обухвата огроман дијапазон сукоба и борби, које трају више од 2000 година, у областима данашње Француске, али и целе Европе и различитих региона широм света.
Према историчару Нилу Фергусону, од 125 великих европских ратова који су се водили од 1495. године, Французи су учествовали у 50 — више него Аустријанци (47) и Енглези (43). Од 168 битака које су се водиле од 387. п. н. е, победу су остварили у 109, поражени су у 49, а 10 је било егал, што чини Француску најуспешнијом војном силом у европској историји.
Први велики забележени сукоби на територији данашње Француске били су током Галског рата (58—51/50. п. н. е). На челу победничке, римске војске налазио се Гај Јулије Цезар. Након распада Римског царства, германско племе Франака преузело је контролу над Галијом, поразивши конкурентска племена. Територија коју су они тада настанили по њима носи име, Франачка земља или само Франачка. Свој највећи успон Франачка доживљава под краљевима Хлодовехом I и Карлом Великом, који су успоставили језгро будуће француске државе. У средњем веку, ривалство са Енглеском изазвало је велике сукобе попут Норманског освајања и Стогодишњег рата. Захваљујући централизованој монархији, првој сталној војсци још од римских времена и коришћењу артиљерије, Француска протерује Енглезе са својих територија и излази из средњег века као најмоћнија држава Европе. Тај статус губи консолидацијом Светог римског царства немачке народности и поразом од Шпаније у италијанским ратовима. Хугенотски ратови осакатили су Француску крајем 16. века, али велика победа над Шпанијом у Тридесетогодишњем рату поново је учинила Француску најмоћнијом државом на континенту. Уз то, Француска је успоставила колонијално царство у Азији, Африци и Америци. Под Лујем XIV, Француска је постигла војну надмоћ над својим ривалима, али ескалација сукоба са све снажнијим непријатељским коалицијама довела је до Рата за шпанско наслеђе и оставила краљевство на ивици банкрота почетком 18. века.
Поновно оживљена француска војска осигурала је победе у династичким сукобима против шпанске, пољске и аустријске круне. У исто време, Француска је одбијала нападе на своје колоније. Како је 18. век одмицао, глобална конкуренција с Великом Британијом довела је до Седмогодишњег рата, у којем је Француска изгубила своје северноамеричке територије. Утеха је дошла у облику европске доминације и учешћа у Америчком рату за независност, где је велика француска помоћ у виду новца и оружја, као и директно учешће њене војске и морнарице, помогло остваривању циља. Унутрашњи политички преврати су на крају довели до 23 године скоро континуираног сукоба у Француским револуционарним и Наполеоновим ратовима. Француска је достигла врхунац своје моћи у овом периоду, доминирајући на европском континенту на невиђен начин под Наполеоном Бонапартом. Међутим, до 1815. године, она је враћена на исте границе које је имала и пре револуције. Остатак 19. века сведочио је расту Другог француског колонијалног царства, као и француских интервенција у Белгији, Шпанији и Мексику. Други велики ратови вођени су против Русије на Криму, Аустрије у Италији и Пруске у самој Француској.
После пораза у Француско-пруском рату, француско-немачки ривалство поново је избило у први план током Првог светског рата. Француска и њени савезници су овог пута победили. Друштвени, политички и економски преокрет након конфликта довео је до Другог светског рата, у коме су савезници поражени у бици за Француску, а француска влада била приморана да потпише примирје са Немачком. Савезници, укључујући и Слободне француске снаге на челу са владом у егзилу, на крају су победили над Силама Осовине. Као резултат тога, Француска је осигурала окупациону зону у Немачкој и стално место у Савету безбедности Уједињених нација. Избегавање трећег француско-немачког конфликта величине прва два светска рата отворио је пут европским интеграцијама почевши од 1950-их. Француска је постала нуклеарна сила и од краја 20. века блиско сарађује са НАТО-ом и европским партнерима.

## Стратешки циљеви
У последњих неколико векова, француско стратешко размишљање је понекад било вођено потребом да се достигну или сачувају природне границе, које иду од Пиринеја на југозападу, Алпа на југоистоку и Рајне на истоку. Почевши од Хлодовеха, 1.500 година ратовања и дипломатије сведочило је остварењу већине ових циљева. Ратовање са другим европским силама није увек било одређено овим разматрањима, а често су владари Француске проширивали своју континенталну власт далеко изван ових баријера, посебно под Карлом Великом, Лујем XIV и Наполеоном. Ови периоди непрекидног сукоба били су окарактерисани сопственим стандардима и конвенцијама, али сви су захтевали снажно централно руководство како би се омогућило проширење француске владавине. Важна војна ривалства у људској историји настала су као резултат сукоба између француских народа и других европских сила. Англо-француско ривалство за престиж у Европи и широм света, трајало је вековима, док је новије, француско-немачко, ривалство захтевало два светска рата да би се окончало.
Почевши од раног 16. века, велики део француских војних напора био је посвећен обезбеђивању прекоморских поседа и решавању несугласица међу француским колонистима и домаћим становништвом. Француске трупе су се рашириле по целом царству, првенствено да би се бавиле локалним становништвом. Француска колонијална империја на крају се распала након неуспелог покушаја да се подреде алжирски националисти крајем педесетих година прошлог столећа, што је довело до пропасти Четврте француске републике. После Другог светског рата, напори Француске били су усмерени на одржавање свог статуса велике силе и његовог утицаја на Савет безбедности УН. Француска је такође била кључна у покушају да уједини оружане снаге Европе за сопствену одбрану како би се у исто време балансирала снага Русије и смањила европска војна зависност од САД. На пример, Француска се повукла из НАТО-а 1966. године због жалби да је њена улога у организацији подређена захтевима САД. Француски циљеви у овој ери претрпели су велике промене. Неоптерећена континенталним ратовима или замршеним савезима, Француска сада распоређује своје војне снаге као део међународних мировних операција, у циљу спровођења сигурносних мера у бившим колонијама или их одржава спремним и мобилизованим како би одговорили на претње држава отпадничког режима. Француска је нуклеарна сила са највећим нуклеарним арсеналом у Европи, а њене нуклеарне способности, баш као и њихове конвенционалне снаге, реструктуриране су како би се брзо суочиле са новим претњама.

## Рани период
Око 390. године пре нове ере, галски поглавица Брен је прешао преко Алпа, поразио Римљане у бици на Алији и пустошио Рим неколико месеци. Галска инвазија је ослабила Рим и охрабрила неколико покорених италијанских племена да се побуне. Једно по једно, током следећих 50 година, ова племена су поражена и враћена под римску власт. У међувремену, Гали су наставили да узнемиравају регион, све до 345. године пре нове ере, када су склопили формални споразум са Римом. Међутим, Римљани и Гали су одржавали контрадикторни однос наредних неколико векова, а Гали су наставили да буду претња у Италији.
Око 125. године п. н. е, југ Француске освајају Римљани. Они ово подручје назвају Provincia Romana (римска провинција), а касније се од тог имена развија име области Прованса. Римљани су још памтили Бреново пустошење Рима, када је Гај Јулије Цезар освојио остатак Галије. Цезар је у почетку наишао на мали галски отпор: 60 или више племена која су чинила Гали нису били у стању да се уједине и победе римску војску, нешто што је Цезар искористио тако што је једно племе окретао против другог. 58. п. н. е. Цезар је поразио германско племе Свева, које је предводио Ариовист. Следеће године је освојио белгијске Гале, под изговором да су се уротили против Рима. Низ победа наставио се поморским тријумфом против галских Венета, 56. п. н. е. Године 53. п. н. е., први пут се појавио јединствени галски покрет отпора под Верцингеториксом . Цезар је опколио утврђени град Аварикум (Бурж) и пробио одбрану након 25 дана, а само 800 од 40.000 становника су успели да побегну. Потом је опколио Герговију, родни град Верцингеторикса, и претрпео један од најгорих пораза у својој каријери када се морао повући како би потиснуо побуну у другом делу Галије. Након повратка, Цесар је опколио Верцингеторикса у Алезији, 52. п. н. е. Грађани су изгладњивани да би се предали, Цезар је имао и јединствен обрамбени систем који би зауставило огромну, галску помоћ да дође до града. Све то је на крају и присилило Верцингеторикса да се преда, чиме је завршен Галски рат.
Романизовани Гали су се населили у близини за наредних неколико векова, али, како је римска моћ ослабила у 4. и 5. веку нове ере, германско племе, Франци, преплавило је велики део данашње Француске. Под краљем Хлодовехом I, крајем 5. и почетком 6. века, франци су успели да успоставе своју доминацију над околним племенима, учетвороструче своје територије у успоставе контролу над Галијом. Године 486. франачка војска под Хлодовехом тријумфовала је над Сијагријем, посљедњим римским заповедником у северној Галији, у бици код Соасона. Године 491. Хлодовех је поразио Тиринжане источно од својих територија. Године 496. је савладао Алемане у бици код Толбика (Цилпиха). 507. године постигао је најимпресивнију победу у каријери, надвладавши Визиготе, предвођене Аларихом II, освајачем Шпаније, у бици код Вујеа.
Након Хлодовеха, територијалне поделе на франачком подручју изазвале су интензивно ривалство између западног дела краљевства, Неустрије, и источног дела, Аустразије. Те две територије су понекад биле уједињене под једним краљем, али су од 6. до 8. века често ратовале једна против друге. Почетком 8. века, Франци су били заокупљени исламским инвазијама преко Пиринеја и долине Роне. Две кључне битке у том периоду биле су битка код Тулуза и битка код Поатјеа, из којих су Франци изашли као победници, а које су значајно успориле и, чак, зауставиле исламске упаде.
Под Карлом Великим Франци су достигли врхунац своје моћи. Након кампања против Лангобарда, Авара, Саксонаца и Баска, настало је Каролиншко царство које се протезало од Пиринеја до централне Немачке и од Северног мора до Јадрана. Године 800. папа је крунисао Карла Великог за цара Светог римског царства у замену за заштиту. Каролиншко царство било је свестан покушај да се обнови централна управа по узору на Римско царство, али су се мотиви војне експанзије разликовали. Карло Велики се надао да ће својим племићима дати потстицај да се боре тако што ће потстицати пљачке током војних кампања. Пљачка и ратни плен су били јачи подстицај од империјалне експанзије, а неколико региона је стално било нападано како би ојачале касе франачког племства. Коњица је доминирала бојним пољима, али су високи трошкови опремања коња и јахача ограничавали њихов број. Каролиншка војска је задржала просечну величину од 20.000 људи регрутујући пешадију са царских територија у близини места ратних операција. Царство је постојало у целини од 800. до 843. године, када је, по франачкој традицији, подељено између синова Луја Побожног Верденским споразумом.

## Средњи век
Војна историја током овог периода паралелна је са растом и падом оклопног витеза. Након Карла Великог, дошло је до повећања удела коњице допуњеног побољшањем оклопа: кожа и челик, челичне кациге, верижњаче, па чак и пуни оклоп повећавали су обрамбене способност коњице. Она је на крају постала најважнија компонента војске са француских територија, а јуриш је постао стандардна тактика на бојном пољу када је измишљена, у 11. веку. Истовремено, развој пољопривредних техника омогућио је народима Западне Европе да радикално повећају производњу хране, олакшавајући раст посебно велике аристократије под Капетима. Пораст броја двораца, који је почео у Француској током 10. века, био је делимично узрокован немогућношћу централизованих власти да контролишу нове кнежеве и аристократе. После пљачкашких похода, нападање и одбрана двораца постала је доминантна одлика средњовековног ратовања.
За време крсташких ратова, у Француској је, заправо, било превише оклопних витезова да би их земља издржавала. Неки научници верују да је једна од покретачких снага крсташких ратова био покушај таквих витезова без земље да пронађу земљу у иностранству, а да при том не изазову врсту међународног рата који би умногоме умањио све већу војну снагу Француске. Међутим, такав историографски поглед на крсташке ратове је испитиван и одбачен од стране великог дела историјске заједнице. Колективну или појединачну мотивацију тешко је утврдити, али без обзира на то, племићи и витезови из Француске углавном су формирали значајне контингенте крсташких експедиција. Крсташи су били претежно француског порекла, те је реч крсташ на арапском језику једноставно позната као Ал-Фрањ или Франци, а старофранцуски је постао lingua franca краљевине Јерусалима.
У 11. веку, француски витезови носили су верижњачу до колена и дугачка копља и мачеве. Нормански витезови који су учествовали у бици код Хејстингса били су више него добри парњаци енглеским снагама, а њихова победа је само учврстила њихову моћ и утицај. Између 1202. и 1343. године, Француска је смањила број поседа Енглеске на континенту на неколико малих провинција кроз низ сукоба, укључујући Англо-француски рат (1202—1214), Сентски рат (1242) и Сенсардоски рат (1324). Побољшања у оклопима током векова довела су до појаве пуног оклопа од 14. века, који се у 15. веку даље развијао. Међутим, крајем 14. и почетком 15. века, француска војна сила је подбацила током првог дела Стогодишњег рата. Ново оружје, укључујући и артиљерију, и тактика начинили су од витежа више непокретну мету него ефективну борбену силу, али често хваљени стрелци високим луком имали су мало везе са енглеским успехом. Лоша координација или груби терен довели су до лоше изведених француских напада. Покољ витезова у бици код Азенкура најбоље дочарава овај проблем. Французи су имали много већу наоружану силу на терену од Енглеза, али су Енглези имали стрелце са луковима. Као последицу, Французи су имали око 6.000 жртава, у поређењу са неколико стотина енглеских, јер је уски терен спречио стратешке нападе замишљене у недавно откривеним француским плановима за битку. Французи су подједнако страдали и у бици код Кортрајка, против фландријске милиције 1302. године. Када витезови имају прилику да се ефикасно распореде, могу бити корисни, као код Касела 1328. или, још бољи пример био би у Бувинској бици 1214. и код Патаја 1429.
Популарна виђења завршне фазе Стогодишњег рата често везују за подвиге Јованке Орлеанке, али је француски препород укорењен у више фактора. Велики корак је предузет од стране краља Шарла [./en:Charles VII of France VII], који је створио Compagnies d'ordonnance -коњичке јединице са 20 чета од по 600 људи — и покренуо прву сталну војску једне династичке државе западног света. Чете су Французима дале значајну предност у професионализму и дисциплини. Снажни контранапади Француске окренули су плиму рата. Важне победе код Орлеана, Патаја, Формињија и Кастијона омогућили су Французима поврате све енглеске континенталне територије, осим Калеа, који су Французи опсели 1558.

## Стари поредак(Ancien Régime)
Француска ренесанса и почетак Старог режима, обележен почетком владавиное Франсое I од Валоа, означвали су почетак националног уједињења под једним монархом. Снага племића је смањена стварањем сталне војске. Пошто је Енглеска избачена са континента и преокупирана Ратовима ружа, главни ривал Француске било је Свето римско царство. Ова претња Француској постала је алармантна 1516. када је Карло V постао краљ Шпаније, а постала је још и гора када је Карло изабран и за Светог римског цара 1519. Француска је била опкољена Хабзбурзима који су владали Немачком, Шпанијом и Низоземском. Дуготрајни Италијански ратови, који су се одигравали у овом периоду, довели су до пораза Француске и успостављања католичке Шпаније, која је формирала огранак Хабсбуршке империје, као најмоћније државе у Европи. Касније у 16. веку, Француска је била ослабљена унутрашњим ратовима. Како су племићи успели да подигну своје приватне војске, ови сукоби између Хугенота и католика су, међутим, само децентрализовали монархију, онемогућавајући Француској да остане моћна сила у европским пословима. На бојишту су верски сукоби истакли утицај жандармерије, тешке коњице коју су чинили већином коњаници везани за главне ратне војске. Као понос краљевске коњице, жандарске чете су често су биле везане за главну краљевску војску у нади да ће нанети одлучујући пораз хугенотским снагама, иако су секундарни одреди коришћени и за извиђање и за пресретање непријатељских трупа.
После религијских ратова, Француска је могла мало да уради да се супротстави доминацији Светог римског царства, иако је и само царство имало неколико проблема. Са истока је било озбиљно угрожено Отоманском империјом, са којом је Француска формирала савез. Огромно Хабзбуршко царство се показало немогућим за ефикасно управљање, а круна је убрзо подељена између шпанског и аустријског дела. Године 1568. Низоземска је прогласила независност, покренувши Осамдесетогодишњи рат који је илустровао све слабости хабзбуршке моћи. У 17. стољећу, верско насиље које је владало Француском у претходном веку почело је да раздваја царство. У почетку је Француска била на маргинама, али је под кардиналом Ришељеом видела прилику да унапреди своје интересе на рачун Хабзбурговаца. Упркос тврдокорном католицизму Француске, она је интервенисала на страни протестаната. Тридесетогодишњи рат био је дуг и крајње крвав, али су Француска и њени савезници победили. Након победе, Француска се појавила као једина доминантна европска сила под владавином Луја XIV. Паралелно, француски истраживачи, као што су Жак Картје или Самјуел де Шамплен, заузели су земљу у Америци у француско име, отварајући пут ширењу Француског колонијалног царства.
Дугу владавину Луја XIV обележио је низ конфликата: Деволуциони рат, Француско-холандски рат, рат између Француске, Шпаније и Светог римског царства, Рат Велике алијансе и Рат за шпанско наслеђе. Неколицина тих ратова је била или јасна победа или дефинитивни пораз, али су се француске границе свакако стално шириле. Западна обала Рајне, велики део шпанске Холандије и добар део Луксембурга су припојени, док је Рат за шпанско наслеђе завршен постављањем Лујевог унука на шпански трон. Међутим, стратешка ситуација у Француској се одлучно променила након Славне револуције у Енглеској, којом је смењен про-француски краљ Лујевим непријатељем, холандским Вилијамом Оранским. Након периода од два века, током којих су били само само ретки периоди непријатељства са Француском, Енглеска је сада постала конзистентан непријатељ и то је и остала све до 19. века. Да би зауставила напредак Француске, Енглеска је формирала коалиције са неколико других европских сила, посебно Хабзбурговцима. Док су ове војске имале потешкоће против Француске на копну, британска краљевска морнарица је доминирала морима, а Француска је изгубила многа колонијална имања. Британска економија је такође постала најмоћнија у Европи, а британски новац је финансирао походе њихових континенталних савезника.
Ратови у овој ери били су углавном опсаде и покрети који су ретко били пресудни, што је навело француског војног инжењера Вабана да осмисли замршену мрежу утврђења за одбрану Француске. Војске Луја XIV биле су међу најимпресивнијим у француској историји; њихов квалитет одражавао се у милитаристичком и политичком развоју. Средином 17. века, краљевска сила је поново успостављена и војска је постала оруђе којим је краљ могао да влада, замењујући старе системе плаћеника и приватне снаге непослушних племића. Војна администрација је такође остварила огроман напредак, јер су снабдевање храном, одећа, опрема и наоружање обезбеђивани регуларно. У ствари, Французи су уврстили ову стандардизацију тако што су постали прва војска која је својим војницима дала националне униформе 1680-их и 1690-их.
У 18. веку Француска је остала доминантна сила у Европи, али је почела да посустаје углавном због унутрашњих проблема. Земља се ангажовала у дугом низу ратова, као што су Рат четворног савеза, Рат за пољско наслеђе и Рат за аустријско наслеђе, али су ти сукоби мало донели Француској. У међувремену, британска моћ се стално повећавала, а нова снага, Пруска, постала је главна претња. Ова промена равнотеже снага довела је до Дипломатске револуције 1756. године, када су Француска и Хабзбурговци успоставили савез након столећа анимозитета. Овај савез се показао мање него ефикасним у Седмогодишњем рату, али у Америчком рату за независност, Французи су помогли да се Британцима нанесе велики пораз.

## Француска револуција
Види такође: Француска револуционарна армија
Француска револуција, верна свом имену, револуционирала је скоро све аспекте француског и европског живота. Моћне друштвено-политичке снаге које су ослободили људи који су тражили слободу, једнакост и братство обезбедили су да чак ни ратовање није било поштеђено овог преврата. Војске из 18. века — са својим ригидним протоколима, статичком оперативном стратегијом, не-ентузијастичним војницима и аристократским официрским класама — доживеле су масовно преобликовање док су француска монархија и племство уступили место либералним скупштинама опседнутим спољнополитичким претњама. Темељни помаци у ратовању који су се догодили током тог периода навели су научнике да обележе ову еру као почетак модерног ратовања. 
Године 1791, Законодавна скупштина усвојила је закон о Бушилици, спроводивши низ пешадијских доктрина које су створили француски теоретичари после пораза од Пруса у Седмогодишњем рату. Нови развојни пут је требало да искористи суштинску храброст француског војника, коју су експлозивне националистичке снаге револуције учиниле још моћнијом. Промене су такође полагале веру у обичног војника што би био потпуно неприхватљиво у ранијим временима. Од француских трупа се очекивало да узнемиравају непријатеље и да остану верни толико да не дезертирају, што је корист коју друге војске Старог режима нису имале. Након проглашења рата 1792. године, импозантан низ непријатеља који су се приближили француским границама навели су владу у Паризу да усвоји радикалне мере. 23. август 1793. године постао је историјски дан у војној историји; тог датума Национални конвент је први пут у људској историји објавио масовну регрутацију. До лета наредне године, регрутација је довела до стварања војске од око 500.000 људи, и Французи су почели да задају ударце својим европским непријатељима.
Револуционарна армија постала је знатно већа од оне коју је упошљавало Свето римско царство, а у комбинацији са новостеченим ентузијазмом који је испуњавао трупе, тактичке и стратешке могућности постале су огромне. До 1797. године Французи су поразили Прву коалицију, окупирали Низоземску, западну обалу Рајне и северну Италију, циљеве који су столећима пркосили династијама Валоа и Бурбон. Незадовољне резултатима, многе европске силе формирале су Другу коалицију, али до 1801. и она је бил одлучно поражена. Други кључни аспект француског успеха јесу биле промене у класама официра. Традиционално, европске војске су остављале велике командне позиције онима којима се могло веровати, наиме, аристократији. Грозничава природа Француске револуције, међутим, растргала је стару француску војску, што значи да се од нових људи тражило да постану официри и команданти.
Осим што је отворио поплаву тактичких и стратешких могућности, Револуционарни ратови су такође поставили темеље за модерну војну теорију. Каснији аутори који су писали о наоружаним нацијама били су инспирисани Француском револуцијом, у којој су страшне околности наизглед мобилисале читав француски народ за рат и укључиле национализам у ткиво војне историје. Иако је реалност рата у Француској 1795. била другачија од оне у Француској 1915. године, концепти и менталитет рата значајно су се развили. Клаузевиц је коректно анализирао револуционарну и Наполеонову еру како би потомству дао темељну и потпуну теорију рата која је наглашавала борбе између нација које се одвијају свуда, од бојишта до законодавних скупштина, и начин на који људи мисле. Рат се сада појавио као огромна панорама физичких и психолошких сила које воде ка победи или поразу.

## Француска за време Наполеона
Види такође: Велика армија
Француска моћ и утицај су достигли огромне висине за време Наполеона, иако је период доминације био релативно кратак. У веку и по пре револуције, Француска је трансформисала демографске полуге у војну и политичку тежину; француско становништво бројало је 19 милиона људи 1700, али је број порастао на преко 29 милиона 1800, што је много више него у већини других европских сила. Ови бројеви омогућили су Француској да убрзано диже војске ако се појави потреба. Штавише, војне иновације спроведене током револуције и конзулата, доказане побољшањем артиљеријских и коњичких способности заједно са бољом војном и кадровском организацијом, дале су француској војсци одлучујућу предност у почетним фазама Наполеонових ратова. Још један чинилац успеха био је и Наполеон Бонапарта — интелигентан, харизматичан и војни геније, он је апсорбовао најновије војне теорије и применио их на бојном пољу са смртоносним ефектом.
Наполеон је наследио војску која се темељила на регрутацији и користила огромне масе слабо обучених трупа, које се обично могу лако заменити. До 1805. француска војска је била заиста смртоносна сила, са многим ветеранима француских револуционарних ратова. Две године константног покушаја инвазије на Енглеску помогло је да се изгради добро обучена, добро вођена војска. Царска гарда је служила као пример остатку војске и састојала се од Наполеонових најбољих војника. Огромни губитак који је претрпела Наполеонова војска током катастрофалне инвазије на Русију уништио би сваког професионалног команданта тог дана, али су ти губици брзо замењени новим одборницима. После Наполеона, народи су планирали огромне војске са професионалним вођством и сталним снабдевањем нових војника, јер су имали огромне људске жртве када је побољшано оружје и непрецизна мускета из Наполеоновог и времена Америчког грађанског рата замењена рафалном.
Ова велика војска имала је цену, јер их је логистика храњења огромне војске учинила посебно овиснима о залихама. Већина војски ослањала се на систем снабдевања-конвоја који је успоставио Густав Адолф током Тридесетогодишњег рата. Ово је ограничавало мобилност, пошто су војници морали да чекају конвоје, али је задржала могуће побуњеничке трупе од дезертирања, и на тај начин помогла очувању прибраности војске. Међутим, Наполеонове војске биле су толико велике да су се храниле старим методама, па су француске трупе добиле дозволу да живе од земље, прожети новим концептима нације и службе. Наполеон је често покушавао да води одлучне и брзе кампање како би могао омогућити својим људима да живе од земље. Француска војска је користила систем конвоја, али је била опскрбљена храном само за неколико дана, те се очекивало да ће Наполеонове трупе марширати брзо, донети одлуку на бојном пољу, а затим се распршити да се хране. За инвазију на Русију, Французи су чували храну за 24 дана пре почетка активних операција, али ова кампања је била изузетак, а не правило.
Наполеонов највећи утицај у војној сфери био је у вођењу рата. Оружје и технологија остали су углавном статични током револуционарне и Наполеонове ере, али оперативна стратегија из 18. века доживела је масовно реструктурирање. Опсаде су постајале ретке до те мере да су биле ирелевантне, појавио се нови нагласак на уништавању непријатељских војски, као и на њиховом надмудривању, а инвазије непријатељске територије водиле су се преко ширих фронтова, уводећи тако мноштво стратешких могућности које су учиниле ратове скупљима и, исто тако важно, одлучнијим. Пораз за европску силу сада је значио много више од губитка изолираних енклава. Скоро-па-картагински уговори испреплетали су читаве националне напоре — социјалне, политичке, економске и милитаристичке — у огромне колизије које су озбиљно пореметиле дотадашње схватање међународних конвенција. Наполеонов почетни успех посејао је семе за његов пад. Иако нису навикли на овакве катастрофалне поразе у крутом ригидном систему моћи Европе 18. века, многим народима је било тешко под француским јармом, што је изазивало побуне, ратове и општу нестабилност која је погађала континент до 1815. године, када су снаге реакције коначно победиле у бици код Ватерлоа.

## Француско колонијално царство
Историја француског колонијалног империјализма може се поделити у две главне ере: прва од почетка 17. века до средине 18. века, а друга од почетка 19. века до средине 20. века. У првој фази експанзије, Француска је концентрисала своје напоре углавном на Северну Америку, Карибе и Индију, успостављајући комерцијалне подухвате које су подржавале војне снаге. Након пораза у Седмогодишњем рату, Француска је изгубила територије у Северној Америци и Индији, али је успела да задржи богате карипске отоке Санто Доминго, Гваделупе и Мартинике.
Друга фаза је почела освајањем Алжира 1830. године, затим оснивањем Француске Индокине (која покрива савремени Вијетнам, Лаос и Камбоџу) и низом војних победа током освајања Африке, где је успоставила контролу над регионима који покривају већи део западне, Централне Африка и Магреба. Године 1914. Француска је имала царство од 13.000.000 km² и око 110 милиона људи. Након победе у Првом светском рату, Того и већи део Камеруна такође су додати француским поседима, а Сирија и Либан постали су француски мандати. Током већег дела периода од 1870. до 1945. године, Француска је била територијално трећа по величини држава на планети, после Британије и Русије (касније Совјетског Савеза), и имала је највише прекоморских поседа након Британије. Након Другог светског рата, Француска се борила да сачува своје територије, али је изгубила Први индокинески рат (претеча рата у Вијетнаму) и дала независност Алжиру након дугог рата. Данас Француска и даље има бројне прекоморске територије, али њихова колективна величина једва да је сена старог Француског колонијалног царства.

## После 1815.
После протеривања Наполеона, свеже обновљена Бурбонска монархија помогла је апсолутистичком бурбонском краљу Шпаније да поврати свој трон интервенцијом. Да би вратио углед француске монархије, оспорио Револуцију и Прво царство, Шарл Х започео је војно освајање Алжира 1830. То је означило почетак нове експанзије Француског колонијалног царства током 19. века. У том веку Француска је остала главна сила у континенталним пословима. Након Јулске револуције, либерални краљ Луј Филип I победнички је подржао шпанске и белгијске либерале. Французи су касније поразили Хабзбурговце у Француско-аустријском рату 1859, што је довело до уједињења Италије 1861, након тријумфа над Русијом са другим савезницима у Кримском рату. Међутим, француска војска је изашла из тих победа у прекомерно самоувереном и самозадовољном расположењу. Пораз Француске у Француско-пруском рату, који је довео до губитка Алзаса и Лорене, и стварање уједињеног Немачког царства, представљало је велике пропусте у дугорочној француској спољној политици и изазвало осветољубив, националистички реваншизам који је значио враћање бивших територија. Драјфусова афера, међутим, ублажила је те националистичке тенденције тако што је подстакла скептицизам јавности у погледу надлежности војске.

### Први светски рат
У Првом светском рату, Французи, са својим савезницима, успели су да одрже западни фронт и контру на источном фронту и у колонијама све до коначног пораза Централних сила и њихових савезника. Након великих сукоба, као што су битка на границама, Прва битка на Марни, Верденска битка и Друга битка на Ени (која је резултирала огромним губитком живота и побуном у војсци), Французи су се показали као довољно кохезивна борбена сила која је контрирала и поразила Немце у Другој бици на Марни, првој у низу савезничких победа које су окончале рат. Версајски споразум је на крају вратио Алзас и Лорену Француској. Француски војни, цивилни и материјални губици током Првог светског рата били су огромни. Са више од 1,3 милиона војних жртава и више од 4,6 милиона рањених, Француска је претрпела други највећи савезнички губитак након Русије. Као резултат тога, Француска је била одлучна у плаћању репарација од стране Немачке. Организовани неуспех Вајмарске републике да плати репарације довео је до окупације Рура од стране француских и белгијских снага.

### Други светски рат
Разни фактори — од неискусних војних обвезника и мање индустријске базе до ниског пораста становништва и застарелих војних доктрина — осакатили су француске напоре на почетку Другог светског рата. Немци су победили у бици за Француску 1940. године, упркос томе што су Французи често имали бољу опрему од својих противника. Пре битке за Француску, међу савезничким војницима, француским и британским, било је осећаја бесмисленог понављања; они су на рат гледали са страхом јер су већ једном претукли Немце, а слике о том првом, великом сукобу још су биле у војним круговима. Трошкови Првог светског рата заједно са сада устаљеном доктрином коју је користила француска војска (док су Немци развијали доктрину која је наглашавала иницијативу млађих команданата и комбиновање различитих оружја, Французи су настојали да минимализују жртве кроз ригорозно контролисани тип битке и командну структуру одозго надоле) приморала је Французе да траже више одбрамбене мере. Мажино линија била је резултат ових разматрања: Французи су првобитно издвојили три милијарде франака за пројекат, али до 1935. је потрошено седам милијарди. Мажино линија успела је да заустави немачки напад. Међутим, док су Французи сматрали да ће главна тежина немачког напада стићи преко централне Белгије и према томе распоредили своје снаге, напад је заправо дошао са југа, из шуме Ардена. Трећа република се распала у сукобу који је уследио.
Након пораза, Вишијевска Француска је сарађивала са Силама Осовине до 1944. године. Док је Шарл де Гол подстицао француски народ да се придружи савезничким војскама, француске вишијевске снаге су учествовале у директној акцији против савезничких снага, у неким случајевима наносећи жртве. Искрцавање у Нормандији те године био је први корак ка коначном ослобађању Француске. Слободна Француска, под де Голом, је узела активно учешће током претходних кампања, а њихов велики број учинио их је значајним за крај рата. Већ у зиму 1943, Французи су имали скоро 260.000 војника, и ови бројеви су само расли како је рат напредовао. На крају сукоба Француска је добила једну од четири зоне окупације у Немачкој и Берлину и Аустрији.

### Ратови после 1945.
Након рата 1939—1945. деколонизација се проширила кроз бивше европске империје.
Након Првог индокинеског рата, повукли су се из Вијетнама, Лаоса и Камбоџе. Војска је такође покушала да задржи контролу над Алжиром током Алжирског рата за независност, када су француске снаге покушале да победе алжирске побуњенике. Упркос војној победи, Француска је Алжирцима дала независност. Француски Алжир је била дом за више од милион досељеника (познатих као Pieds-Noirs), де Голова одлука да додели независност Алжиру, скоро је довела до грађанског рата, подржаног од разних фракција Pieds-Noirs, Харки и националиста, укључујући ФАФ (Фронт Француског Алжира) и ОАС (Организација тајне војске).
До 1960. Француска је изгубила свој директни војни утицај на све своје бивше колоније у Африци и Индокини. Ипак, неколико колонија у Пацифику, Карибима, Индијском океану и Јужној Америци и даље су територије Француске и она је задржала облик индиректног политичког утицаја у Африци колоквијално познатог као Françafrique.
Као председник Француске републике, Шарл де Гол је надгледао развој француског атомског оружја и промовисао спољну политику независну од америчког утицаја. Он је, такође, повукао Француску из војне команде НАТО-а 1966. године, иако је остао члан западног савеза. Ефекат повлачења смањен је континуираном сарадњом између француске војске и НАТО-а, иако се Француска формално није вратила војној команди НАТО-а до 2009. године.
Француска је интервенисала у разним постколонијалним сукобима, подржавајући бивше колоније (рат у Западној Сахари, устанак у провинцији Шаба, Чадско-либијски сукоб, грађански рат у Џибутију), мировне мисије НАТО-а у ратом разореним земљама (УНПРОФОР, КФОР, УНАМИР) и многе хуманитарне мисије.
Као нуклеарна сила, и имајући неке од најбоље обучених и најбоље опремљених снага у свету, француска војска је сада испунила неке од својих главних циљева, а то су одбрана националне територије, заштита француских интереса у иностранству и одржавање глобалне стабилности. Индикатори ових циљева се могу видети у интервенцијама у конфликтима као што су Заливски рат 1991. (када је Француска послала 18.000 војника, 60 борбених авиона, 120 хеликоптера и 40 тенкова), Мисија Херакле у рату у Авганистану (2001—2014) и недавне интервенције у Африци.
Афричке интервенције у раном 21. веку укључују мировне акције у Обали Слоноваче, које су укључивале кратке директне борбе између француске и домаће војске 2004. године; Француске снаге вратиле су се 2011. године у Обалу Слоноваче како би уклониле тамошњег председника. Исте године Француска је одиграла кључну улогу у војној интервенцији у Либији 2011. године против Моамера ел Гадафија. Годину дана касније, Француска је интервенирала у Малију током грађанског рата те земље, пошто се чинило да исламски милитанти прете југу након што су преузели контролу над сушним севером. Промене у француској влади, укључујући социјалисту Франсоа Оланда, који је постао предсједник 2012. године, након година десничарске владавине, нису учиниле много на промени спољне политике Париза у Африци.
Оланд је такође предложио француско војно учешће у Сиријском грађанском рату након хемијских напада које је француска обавештајна служба повезала са снагама председника Башара ал Асада средином 2013. године.
Француска је охрабрила војну сарадњу на нивоу Европске уније, почевши са формирањем француско-немачке бригаде 1987. и Европским корпусом 1992. године са седиштем у Стразбуру. Године 2009, батаљон немачке лаке пешадије пребачен је у Алзас, што је први пут да су немачке трупе стациониране у Француској од нацистичке окупације у Другом светском рату. Овај процес је довео до резања буџета — у октобру 2013. Француска је најавила укидање свог посљедњег пешачког пука у Немачкој, означавајући тиме крај великог присуства преко Рајне, иако ће обе земље задржати око 500 војника на територији оне друге. Као чланице Савета безбедности УН-а, са много заједничких интереса и проблема, Уједињено Краљевство и Француска имају дугу историју билатералне сарадње. Ово се догодило и на нивоу владе и у индустријским програмима као што је SEPECAT Јагуар, док су корпоративна спајања довела до појаве Талеса и MBDA као великих одбрамбених компанија које покривају обе државе. Финансијска криза 2007—2008. довела је до поновног притиска на војне буџете и савеза штедње који је садржан у Споразумима у кући Ланкастера из 2010. године. Они су обећавали блиску интеграцију у набавкама и на оперативном нивоу, допирући до најосетљивијих области као што су нуклеарне бојне главе.

## Актуелне снаге

### Ваздухопловство
Ваздухопловна армија Француске је постала једна од првих професионалних ваздухопловних снага у свету када је основана 1909. године. Французи су узели активно учешће у развоју ваздухопловне силе и имали су прве ратне пилоте током Првог светског рата. Током међуратних година, међутим, посебно у тридесетим годинама прошлог века, технички квалитет је пао у поређењу са Луфтвафеом, који је сломио и француске и британске ваздухопловне снаге током битке за Француску. У периоду после Другог светског рата, Французи су уложили заједнички и успешан напор да развију домаћу авионску индустрију. Дасо Авијација је крчила пут својим јединственим и ефикасним дизајном делта-крила, која су чинила основу за чувену Мираж серију борбених авиона. Мираж је више пута показивао своје смртоносне способности у Шестодневном рату и Заливском рату, постајући један од најпопуларнијих и најпродаванијих авиона у историји војне авијације. Тренутно, Французи чекају војни транспортни авион А400М, који је још увек у фази развоја, и интеграцију новог, вишеструког млазног авиона Рафал, чија је прва ескадрила од 20 авиона почела са радом 2006. године у Сан Дизјеу.

### Морнарица
Средњовековне флоте, у Француској и другде, биле су готово у целости састављене од трговачких бродова који су у ратно доба били укључени у поморску службу, али рани почеци француске поморске историје сежу у то доба. Прва битка француске морнарице била је битка код Арнемидена (23. септембра 1338), када је победила енглеску морнарицу. Битка код Арнемидена била је и прва поморска битка која је користила артиљерију. Касније је поражена од стране англо-фламанске флоте у бици код Слија и, уз помоћ Кастиљанаца, успела је победити Енглезе код Ла Рошела — обе битке су играле кључне улоге у развоју Стогодишњег рата. Међутим, морнарица није постала доследан инструмент националне моћи све до 17. века са Лујем XIV. Под туторством Краља Сунца, француска морнарица је била добро финансирана и опремљена, успевши да снажно победи комбиновану шпанско-холандску флоту у бици код Палерма (1676) за време Француско-холандског рата, мада је, заједно са енглеском морнарицом, претрпела неколико стратешких преокрета против Холанђана, које је предводио бриљантни Мишел де Ројтер. Постигла је неколико раних победа у Деветогодишњем рату против Краљевске морнарице и Холандске морнарице. Међутим, финансијске потешкоће омогућиле су Енглезима и Холанђанима да поново успоставе таласократију.
Вишегодишњи проблем француске морнарице био је стратешки приоритет, који је пре свега био везан за њене европске амбиције. Ова стварност је значила да се војска често третира боље од морнарице, и као последица тога, она је трпела у тренинг и оперативним перформансама. У 18. веку је почела доминација Краљевске морнарице, која је успела да нанесе низ значајних пораза француској морнарици. Међутим, у веома импресивном напору, француска флота, под де Грасом, успела је да победи британску флоту у бици у заливу Чесапик 1781, осигуравајући да ће француско-америчке копнене снаге победити у опсади Јорктауна. Осим тога и Суфренове импресивне кампање против Британаца у Индији, није било много добрих вести. Француска револуција је осакатила француску морнарицу, а напори да се она претвори у моћну силу под Наполеоном били су разбијени у бици код Трафалгара 1805. године, када су Британци готово уништили комбиновану француско-шпанску флоту. Катастрофа је зајамчила британску поморску доминацију до краја Наполеонових ратова.
Касније у 19. столећу, морнарица се опоравила и постала друга најбоља на свету након Краљевске морнарице. Провела је успешну блокаду Мексика у Рату пецива (1838) и уништила кинеску морнарицу у бици код Фучжоа (1884). Такође, служила је као ефикасна веза између растућих делова француске империје. Морнарица је добро функционисала током Првог светског рата, у којој је углавном штитила поморске траке у Средоземном мору. На почетку рата, Французи — са 16 бојних бродова, 6 крузера и 24 разарача — имали су највећу флоту на Медитерану. Француски порази у раним фазама Другог светског рата, међутим, приморали су Британце да униште француску морнарицу у нападу на Мерс-ел-Кебир како би спречили њен пад под Немциме. Тренутно, француска поморска доктрина позива на два носача авиона, али Французи тренутно имају само једног, Шарл де Гол, због реструктурирања. Морнарица је усред неких технолошких и набавних промена; нове подморнице су у изградњи, а Рафал (морнаричка верзија) тренутно замењује старије авионе.

### Легија странаца
Француску Легију странаца је 1831. године створио француски краљ Луј Филип I. Током протеклог века и по, она је постала једна од најпрепознатљивијих и хваљенијих војних јединица на свету. Легија је имала веома тежак почетак; било је неколико подофицира, многи војници нису знали француски, а плата је често била нередовна. Легија је убрзо пребачена да се бори у Алжиру, обављајући задатке прилично успешно, с обзиром на своје стање. 17. августа 1835. године, командант Легије, пуковник Жозеф Бернел, одлучио је да споји све батаљоне тако да ниједна националност није била искључиво ограничена на одређени батаљон; ово је помогло да се Легија не дели у фракције.
Након учешћа у Африци и у Карлистичким ратовима у Шпанији, Легија се борила у Кримском рату и Француско-аустријском рату, где су херојски наступали у бици код Мађенте, пре него што су још више славили током француске интервенције у Мексику. 30. априла 1863. године, чети од 65 легионара направило је заседу 2.000 мексичких војника у Хацијенди Камарон. У последњој бици за Камарон, легионари су се храбро опирали неколико сати и нанели Мексиканцима 300—500 жртава, њих 62 је погинуло, а троје заробљено. Један од мексичких команданата, импресиониран незаборавном непопустљивошћу коју је управо видео, окарактерисао је Легију на начин на који су од тада познати: То нису људи, већ демони!
У Првом светском рату Легија је показала да је веома способна јединица у савременом ратовању. На Западном фронту је претрпела 11.000 жртава док је спроводила бриљантне одбране и жестоке контра-офанзиве. Након дебакла у бици за Француску 1940. године, Легија је била подељена између оних који су подржавали вишијевску владу и оних који су се придружили Слободној Француској под де Голом. У бици за Бир Хакејм 1942, Слободна Француска 13. легија деми-бригаде упорно је бранила своје положаје против комбиноване италијанско-немачке офанзиве и озбиљно одложила Ромелове нападе на Тобрук. Легија се на крају вратила у Европу и борила до краја Другог светског рата 1945. године. Касније се борила у Првом индокинеском рату против Вијетмина. У климатској бици код Дијен Бијен Фуа 1954, француске снаге, многе од њих легионари, биле су потпуно окружене великом вијетнамском војском и поражене након два месеца упорне борбе. Француско повлачење из Алжира довело је до колапса Француског колонијалног царства. Легионари су углавном били коришћени у колонијалним интервенцијама, тако да је уништавање царства повело питања о њиховом статусу. Коначно, Легији је било дозвољено да постоји и да учествује као снага за брзо реаговање на многим местима широм Африке и света.